# الجحفة (محافظة الحناكية)
الجحفة قرية من قرى محافظة الحناكية في منطقة المدينة المنورة في السعودية، تقع شرق المدينة المنورة